# Огиевецкий, Виктор Исаакович
Виктор Исаакович Огиевецкий (6 августа 1928, Днепропетровск — 23 марта 1996, Дубна) — советский физик, лауреат премии имени И. Е. Тамма.

## Биография
Родился 6 августа 1928 года в Днепропетровске, в семье профессора кафедры математики Днепропетровского университета Исаака Ефимовича (Ицхока-Меера Хаимовича) Огиевецкого (1889—1956).
В 1950 году окончил Днепропетровский государственный университет, затем работал учителем.
С 1955 года — работа в лаборатории В. И. Векслера в Дубне (с 1956 — Объединённый институт ядерных исследований, лаборатория теоретической физики).
Умер 23 марта 1996 года. Похоронен на Большеволжском кладбище г. Дубна.
Сын — математик Олег Викторович Огиевецкий (род. 1958).

### Научная деятельность
Первые научные работы были посвящены вопросам прохождения гамма-лучей в веществе.
Основная область исследований — теория симметрии элементарных частиц.
В сотрудничестве с И. В. Полубариновым выполнил цикл исследований по теоретико-полевой трактовке калибровочных теорий и теории гравитации.
Интерпретировал теорию тяготения как совместную нелинейную реализацию двух спонтанно нарушенных конечно-параметрических симметрий — конформной и аффинной, которые в своём замыкании дают общековариантную группу (теорема Огиевецкого, 1973 г.).

## Награды
- Премия имени И. Е. Тамма (1987) — за цикл работ «О симметрии взаимодействующих полей»
- Премия Гумбольдта (1992)
- три первых премии ОИЯИ

## Публикации
- Alexander S. Galperin, E. A. Ivanov, V. I. Ogievetsky,  E. S. Sokatchev. Cambridge Monographs on Mathematical Physics: Harmonic Superspace. Cambridge University Press, 2007. — 324 p.